# Classe Osprey (cacciamine)
La classe Osprey di cacciamine della US Navy deriva dal progetto della Classe Lerici italiana. Questa classe è scaturita dalle esigenze della marina americana di una unità sofisticata, che avrebbe dovuto concretizzarsi nella Classe Cardinal, ma per problemi di bilancio si è orientata verso un progetto convenzionale.
Destinate alla ricerca, alla classificazione e alla distruzione di mine navali in aree litorali e costiere, sono tra le prime più grandi unità al mondo (sempre dopo la classe Lerici) di questo tipo ad essere costruite interamente in fibra di vetro per resistere meglio agli effetti di un'esplosione subacquea. Loro compito primario è la classificazione delle minacce subacquee. Per assolvere questo compito esse fanno uso di sonar a profondità variabile (VDS - Variable Depth Sonar) ad alta definizione e sistemi video ed apparati quali robot sottomarini che permettono la detonazione di mine anche tramite controllo remoto.

## Origini: Il progetto Cardinal
Il progetto originale della Classe Cardinal prevedeva la costruzione di 17 esemplari. Il suo concetto rivoluzionario era che si trattava di un'unità SES, ovvero una Surface Effect Ship, nave ad effetto superficie. Le unità SES sono simili agli hovercraft, ma con un migliore rapporto tra potenza e dislocamento ed una migliore manovrabilità e stabilità dell'imbarcazione in condizioni di mare grosso. Le imbarcazioni SES sono poco vulnerabili alle mine, poiché quasi senza immersione, anzi con lo scafo a circa 1 metro dal mare, hanno poca segnatura magnetica e acustica e quindi possono passare sopra campi minati senza difficoltà. I Cardinal erano previsti con uno scafo in vetroresina, che si immergeva di poco sotto il livello del mare, contenendo lateralmente l'espandersi del cuscino d'aria, al posto della struttura gonfiabile di gomma. Questa era presente ancora nella parte anteriore e posteriore.
La centrale di combattimento era stabilito dovesse essere collegata ad un sonar filabile in profondità SQQ-30 (che è un SQQ-14 migliorato), ma che avrebbe dovuto nondimeno essere sostituito dall'SQQ-32. I sistemi di dragaggio sarebbero stati il sistema meccanico Size 1, il sistema magnetico Mk 5 ed i sistemi acustici Mk4V e Mk6G, avrebbe dovuto essere presente anche un MVN, veicolo subacqueo teleguidato, con un cavo di 1525 m, velocità di 6 nodi e telecamera, cariche esplosive o cesoie, il tutto per un peso di 998 kg e una lunghezza di 3,8 metri.
Nonostante la classe Cardinal avrebbe potuto diventare un considerevole e innovativo successo, continui problemi e una certa trascuratezza degli statunitensi nella guerra alle mine l'hanno via via condannata al fallimento; alla fine il programma è stato abbandonato e al loro posto sono state comprate delle unità classe Osprey, in vetroresina ma di concezione interamente tradizionale per tutto il resto.

## Servizio
Le unità nella US Navy sono andate tutte in disarmo. I cacciamine USS Heron e USS Pelican rivenduti alla Grecia sono stati ribattezzati rispettivamente Kalipso (greco: Καλυψώ) ed Evniki (Ευνίκη), mentre USS Cardinal, ribattezzato al-Ṣiddīq, e USS Raven, ribattezzato al-Fārūq sono stati venduti all'Egitto.
Il 29 aprile 2008 il Presidente è stato autorizzato dal Congresso alla vendita alla Lituania di USS Kingfisher e USS Cormorant, dei cacciamine USS Blackhawk e USS Shrike alla Turchia e di USS Oriole e USS Falcon a Taiwan.

## Unità Classe Osprey
| Nome           | matricola | Cantiere                    | Ordine           | Impostazione      | Varo              | Consegna          | Entrata in servizio | Radiazione       | Destino finale                                             | Naval Vessel Register |
| -------------- | --------- | --------------------------- | ---------------- | ----------------- | ----------------- | ----------------- | ------------------- | ---------------- | ---------------------------------------------------------- | --------------------- |
| USS Osprey     | MHC-51    | Intermarine USA             | 22 maggio 1987   | 16 giugno 1988    | 23 marzo 1991     | 23 agosto 1993    | 20 novembre 1993    | 15 giugno 2006   | Venduto per demolizione 2014                               | MHC51                 |
| USS Heron      | MHC-52    | Intermarine USA             | 17 febbraio 1989 | 11 ottobre 1989   | 21 marzo 1992     | 22 luglio 1994    | 6 agosto 1994       | 16 marzo 2007    | alla Grecia il 16 marzo 2007 ribattezzato Kalipso (Καλυψώ) | MHC52                 |
| USS Pelican    | MHC-53    | Avondale Shipyard, Westwego | 3 ottobre 1989   | 6 giugno 1991     | 27 febbraio 1993  | 11 agosto 1995    | 18 novembre 1995    | 7 gennaio 2007   | alla Grecia il 16 marzo 2007 ribattezzato Evniki (Ευνίκη)  | MHC53                 |
| USS Robin      | MHC-54    | Avondale Shipyard           | 2 agosto 1990    | 6 giugno 1991     | 2 giugno 1992     | 11 settembre 1993 | 9 febbraio 1996     | 15 giugno 2006   | Venduto per demolizione 2014                               | MHC54                 |
| USS Oriole     | MHC-55    | Intermarine USA             | 1º aprile 1991   | 3 agosto 1991     | 22 maggio 1993    | 12 maggio 1995    | 16 settembre 1995   | 15 giugno 2006   | Venduto alla Marina Taiwanese                              | MHC55                 |
| USS Kingfisher | MHC-56    | Avondale Shipyard, Gulfport | 29 marzo 1991    | 12 febbraio 1993  | 18 giugno 1994    | 24 luglio 1996    | 26 ottobre 1996     | 1º dicembre 2007 | Venduto per demolizione 2014                               | MHC56                 |
| USS Cormorant  | MHC-57    | Avondale Shipyard, Gulfport | 29 marzo 1991    | 4 ottobre 1993    | 21 ottobre 1995   | 3 gennaio 1997    | 12 aprile 1997      | 1º dicembre 2007 | Venduto per demolizione 2014                               | MHC57                 |
| USS Black Hawk | MHC-58    | Intermarine USA             | 22 aprile 1992   | 3 settembre 1992  | 27 agosto 1994    | 16 gennaio 1996   | 11 maggio 1996      | 1º dicembre 2007 | Venduto per demolizione 2014                               | MHC58                 |
| USS Falcon     | MHC-59    | Intermarine USA             | 22 aprile 1992   | 1º luglio 1993    | 3 giugno 1995     | 14 ottobre 1996   | 8 febbraio 1997     | 30 giugno 2006   | Venduto alla Marina Taiwanese                              | MHC59                 |
| USS Cardinal   | MHC-60    | Intermarine USA             | 22 aprile 1992   | 13 aprile 1994    | 9 marzo 1996      | 15 luglio 1997    | 18 ottobre 1997     | 7 gennaio 2007   | all' Egitto a luglio 2007 ribattezzato al-Ṣiddīq           | MHC60                 |
| USS Raven      | MHC-61    | Intermarine USA             | 31 marzo 1993    | 1º aprile 1995    | 28 settembre 1996 | 18 aprile 1998    | 5 settembre 1998    | 7 gennaio 2007   | all' Egitto a luglio 2007 ribattezzato al-Fārūq            | MHC61                 |
| USS Shrike     | MHC-62    | Intermarine USA             | 31 marzo 1993    | 12 settembre 1995 | 24 maggio 1997    | 11 gennaio 1999   | 31 maggio 1999      | 1º dicembre 2007 | Venduto per demolizione 2014                               | MHC62                 |